# Prestonia bahiensis
Prestonia bahiensis là một loài thực vật có hoa trong họ La bố ma. Loài này được Müll.Arg. miêu tả khoa học đầu tiên năm 1860.